# Зима (филм)
Зима е български телевизионен игрален филм (драма) от 1980 година по сценарий на Георги Друмев и режисура на Константина Гуляшка. Оператор Георги Ангелов. Музиката е на Георги Генков. Художник Деляня Десподов.
Това е вторият филм след „Василена“ по сборника с разкази „Ако можеха да говорят“ на Йордан Йовков.
Филмът е осъществен по разказа „Виелица“.

## Сюжет
Действието се развива по време на монархофашистката диктатура. Разказът ни отвежда в атмосферата на хармонично работно ежедневие, в атмосфера на зимна самота, която обгражда един неголям чифлик в Добруджа.
Ролята на доктор Лазаров е една от последните в творческата кариера на Константин Димчев преди трагичната му смърт..

## Актьорски състав
| В главните роли         | Изпълнител         |
| ----------------------- | ------------------ |
| овчарят Петър           | Петър Деспотов     |
| слабоумният овчар Аго   | Велико Стоянов     |
| Василена                | Мария Каварджикова |
| чифликчията Захария     | Кирил Върбанов     |
| Галунка                 | Антония Драгова    |
| чифликчийката Севастица | Бистра Тупарова    |
| железарят Велико        | Георги Димитров    |
|                         | Васил Василев      |
|                         | Пламен Сираков     |